# Абдуллах аль-Мустакфі
Абдуллах аль-Мустакфі (*'905—949) — 22-й володар Багдадського халіфату в 944—946 роках. Тронне ім'я перекладається з арабської мови як «Той, хто задовольняється Єдиним Богом». Повне ім'я — Абу'л-Касім Абдуллах ібн Алі аль-Муктафі аль-Мустакфі біллах.

## Життєпис
Походив з династії Аббасидів. Син халіфа аль-Муктафі від наложниці Амлах ан-Нас. Народився у 905 році в Багдаді, отримавши ім'я Абдуллах. До часу сходження на трон про діяльність нічого невідомо. У 944 році після повалення халіфа аль-Муттакі фактичний володар держави амір аль-умару Тузун поставив новим халіфом Абдуллаха, який взяв собі ім'я аль-Мустакфі.
Халіф остаточно перетворився на церемоніальну фігуру. Усі справи вирішував Тузун. Останній зумів відновити владу халіфату над Басрою і Васітом, але його спроби приборкати Хамданідів виявилися невдалими. Невдовзі Тузун помер й новим амір аль-умару став тюркський військовик Абу Джафар. Проте останній не зміг впоратися з ситуацією, коли навкруги почалися повстання, в результаті чого в Багдаді почався голод.
В цей час на Багдад рушили війська Буїдів. В свою чергу Хамданіди, що зазвичай підтримували халіфів, не мали змоги надати допомогу через конфлікт з Іхшидами за Сирію. Аль-Мустакфі разом з почтом та Абу Джафаром втекли зі столиці. Втім невдовзі халіф розпочав перемовини з Ахмадом Буїдом. За підтримки останнього аль-Мустакфі спекався Абу Джафара, призначивши Ахмада аміром аль-умаром. Натомість Бухди засвідчив за аль-Мустакфі статус халіфа.
Доволі швидко халіф втратив рештки влади: він контролював лише свій двір, палаци та декілька кварталів Багдада. Сам Ірак став однією з провінцій держави буїдів. Фактично Багдадський халіфат припинив своє існування, існуючи лише номінально. У 946 році, відчувши себе доволі сильним, не маючи довіри до халіфа, Ахмад Буїд повалив аль-Мустакфі, якого було осліплено, а потім кинуто за ґрати. Там той помер у 949 році.
Новим халіфом було поставлено стриєчного брата попереднього Абу'л-Касіма.